# Гірча
Гірча (Selinum) — євразійський рід квіткових рослин родини петрушкових Apiaceae .

## Види
Станом на грудень 2022, Plants of the World Online акцептовано наступні види:
- Selinum alatum (M.Bieb. ) Poir.
- Selinum broteroi Hoffmanns. & Link
- Selinum carvifolia (L.) L.  – Гірча кминолиста, кембриджська молочна петрушка або дягель дрібнолистий
- Selinum coniifolium (Boiss. ) Leute
- Selinum cryptotaenium H.Boissieu
- Selinum filicifolium (Edgew. ) Nasir
- Selinum longicalycium M.L.Sheh
- Selinum pauciradium (Sommier & Levier) Leute
- Selinum physospermifolium (Albov) Hand
- Selinum rhodopetalum (Pimenov & Kljuykov) Hand
- Selinum vaginatum (Edgew. ) C.B.Clarke

Види, які раніше входили в рід, включають:
- Selinum wallichianum – синонім Ligusticopsis wallichiana
- Selinum tenuifolium – ще один синонім Ligusticopsis wallichiana

## Народно-лікарське та обрядове застосування
Кілька гімалайських видів, що належать до цього роду, приймають всередину і спалюють у вигляді dhoop або пахощів як седативні засоби, щоб заспокоїти психічні хвилювання різного роду в тантричних ритуалах. Враховуючи, що також повідомляється про властивості афродизіаків, вони також можуть використовуватися в практиках, пов’язаних із сексуальною магією / священною сексуальністю. Вони ароматичні та помірно психоактивні, але не є надмірно токсичними - деякі види використовували як їжу для людей і як корм для худоби .